# The Stowaway (film 1909)
The Stowaway è un cortometraggio muto del 1909. Il nome del regista non viene riportato nei credit del film che fu prodotto e distribuito dalla Lubin.

## Produzione
Il film fu prodotto dalla Lubin Manufacturing Company.

## Distribuzione
Distribuito dalla Lubin Manufacturing Company, il film - un cortometraggio in una bobina - venne distribuito nelle sale statunitensi l'8 marzo 1909.